# Háray Béla
Háray Béla (Budapest, 1915. március 25. – Budapest, 1988. március 9.) magyar gyeplabda és jégkorong játékos, edző.

## Karrier
Pályafutása során négyszer nyert magyar bajnoki címet. Bajnoki aranyérmei közül a legemlékezetesebb az 1951-ben szerzett, mivel abban a szezonban nemcsak játékosként, hanem edzőként is erősítette a Ferencvárosi TC csapatát.
Jégkorongozóként 1934 és 1946 között ötvenszer lép pályára a magyar jégkorong válogatott tagjaként. Ezen évek során számos külföldi megmérettetésen vett részt. Többek között játszott 1936-ban Téli olimpián, valamint gyeplabdázóként az ugyanebben az évben megrendezett Nyári Olimpián is. Jégre lépett az 1934-es és 1937-es világbajnokságokon is, ahol az ötödik helyet sikerült megszereznie a magyar csapatnak. 1934 és 1939 között valamennyi világ- és európa-bajnokságon részt vett . Jégkorongozóként a Főiskolai Világbajnokságokon 1935-ben és 1937-ben az első, 1939-ben a második helyet sikerült megszereznie. Játékosedzőként 1956-tól 1958-ig, majd főállású edzőként 1968 decemberéig a BVSC csapatát irányította. 1974-ben egy mérkőzésen újból a BVSC csapatát irányította.
Gyeplabda játékosként tizenkétszer szerzett bajnoki aranyérmet. 1932 és 1958 között 22-szer szerepelt a magyar válogatott tagjaként.
1949-től 1980-ig az Akadémiai Kiadó gondnoka volt.